# El Arbi Hillel Soudani
El Arbi Hillel Soudani (arabisch العربي هلال سوداني, DMG al-ʿArabī Hilāl Sūdānī; * 25. November 1987 in Chlef) ist ein algerisch-kroatischer Fußballspieler.

## Verein
Soudani begann seine Karriere in seiner Geburtsstadt bei ASO Chlef, für die er 2005 in der ersten algerischen Liga debütierte. In der Saison 2010/11 gewann er mit seinem Verein die algerische Meisterschaft und wurde mit 18 Toren Torschützenkönig der Liga. Im Sommer 2011 wechselte er zum portugiesischen Verein Vitória Guimarães und debütierte dort am 28. August 2011 in der Primeira Liga gegen SC Beira-Mar. Zwei Jahre später gewann er mit dem Klub erstmals die Taça de Portugal. Am 27. Mai 2013 unterschrieb Soudani einen Vierjahresvertrag beim kroatischen Rekordmeister Dinamo Zagreb. Mit der Mannschaft wurde er viermal kroatischer Meister, dreimal Pokalsieger und einmal Superpokalsieger. In seiner letzten Spielzeit in Kroatien wurde er zudem Torschützenkönig der 1. HNL mit 17 Treffern sowie Spieler der Saison.
Im Juni 2018 wechselte Soudani weiter zum englischen Zweitligisten Nottingham Forest. Dort absolvierte er wegen diversen Verletzungen nur acht Pflichtspiele und so schloss er sich ein Jahr später Olympiakos Piräus aus Griechenland an. Auch hier zog er sich einen Kreuzbandriss zu und kam nur sporadisch zum Einsatz, trotzdem gewann er in dieser Zeit drei nationale Titel. Von 2021 bis 2023 war Soudani in der Saudi Professional League für die Vereine al-Fateh SC und Damac FC aktiv. Seit dem Sommer 2023 steht er nun beim slowenischen Erstligisten NK Maribor unter Vertrag.

## Nationalmannschaft
Am 28. Dezember 2012 debütierte El Arbi Hillel Soudani für die algerische A-Nationalmannschaft im Testspiel gegen den Tschad (3:1), als er für Rafik Djebbour eingewechselt wurde. Sein erstes Länderspieltor erzielte am 26. Mai 2012 bei einem Freundschaftsspiel gegen den Niger (3:0). Mit der Auswahl nahm er am Afrika-Cup 2013, 2015 und 2017 sowie der Weltmeisterschaft 2014 teil. Sein einziger Turniergewinn war der FIFA-Arabien-Pokal 2021 in Katar, dort besiegte man im Finale Tunesien mit 2:0. Bis zu seinem letzten Einsatz im Dezember 2021 absolvierte der Stürmer insgesamt 57 Länderspiele und traf dabei 24 Mal.

## Erfolge
Verein
- Algerischer Meister: 2011
- Portugiesischer Pokalsieger: 2013
- Kroatischer Superpokalsieger: 2013
- Kroatischer Meister: 2014, 2015, 2016, 2018
- Kroatischer Pokalsieger: 2015, 2016, 2018
- Griechischer Meister: 2020, 2021
- Griechischer Pokalsieger: 2020

Nationalmannschaft
- FIFA-Arabien-Pokal: 2021

## Auszeichnungen
- Torschützenkönig der Ligue Professionnelle 1: 2011 (18 Tore)
- Torschützenkönig der 1. HNL: 2018 (17 Tore)
- Spieler der Saison in der 1. HNL: 2017/18